# Naissance en 2020
Naissance
- 2016
- 2017
- 2018
- 2019
- 2020
- 2021
- 2022
- 2023
- 2024

Les naissances en 2020 concernent les personnalités nées entre le 1er janvier et le 31 décembre 2020.

## Mai
- 10 mai : le prince Charles de Luxembourg, fils de  Guillaume de Luxembourg et Stéphanie de Lannoy.